# عبدللینو (شهرستان ایلیشفسکی، باشقیرستان)
عبدللینو (انگلیسی: Abdullino, Ilishevsky District, Bashkortostan) یک شهرک در شهرستان ایلیشفسکی استان باشقیرستان کشور روسیه است.